# Microcerella matucanensis
Microcerella matucanensis är en tvåvingeart som först beskrevs av Guilherme A.M.Lopes 1974.  Microcerella matucanensis ingår i släktet Microcerella och familjen köttflugor.
Artens utbredningsområde är Peru. Inga underarter finns listade i Catalogue of Life.